# Alberto Morais
Alberto Morais Foruria (Valladolid, Castilla y León, 23 de marzo de 1976) es un director de cine español. Ha dirigido y producido los largometrajes Un lugar en el cine (2008), documental con Víctor Erice, Theo Angelopoulos y Ninetto Davoli, Las olas (2011), película con la que ha ganado tres premios en el 33º Festival Internacional de Cine de Moscú de 2011: San Jorge de Oro a la Mejor Película, San Jorge de Plata al Mejor Actor y Premio FIPRESCI de la Crítica Internacional. Los chicos del puerto (2013), estrenada en el Festival de Cine de Moscú , exhibida en Canadá en el TIFF (Toronto International Film Festival), después del estreno comercial ha recorrido espacios como el Museo Nacional Centro de Arte Reina Sofía o en El  Teatro romano de Mérida. La Madre (2016) seleccionada en La Cinéfondation del Atelier de festival de Cannes, fue estrenada mundialmente en el Festival Internacional de Cine de Montreal , SEMINCI y en el apartado del festival de Cannes: Cannes Écrans Junior 

## Datos biográficos y cinematografía
Alberto Morais es Licenciado en Bellas Artes por la Universidad Politécnica de Valencia, Diplomado por la Universidad de Valladolid, Diplomado por el Master de Guion Luis García Berlanga perteneciente a la UIMP y Diplomado por la Escuela de cine TAI. Ha producido y dirigido dos cortometrajes y cuatro largometrajes. En 2008, crea la productora Olivo Films, S.L.
Las obras cinematográficas de Morais se cimientan en las ruinas de la Segunda Gran Transformación Social, con el eco de Karl Polanyi de fondo.

### Un lugar en el cine
En 2007 dirigió el largometraje documental Un lugar en el cine una película a caballo entre la ficción y el documental, y con el protagonismo inédito de Víctor Erice y Theo Angelopoulos . Se estrenó en la Sección Oficial del Festival Internacional de Cine de Sao Paulo en 2007, y ha participado en festivales como SEMINCI (Festival Internacional de Valladolid) en 2007, Festival de cine de Málaga, Festival Internacional de Viña del Mar, Festival internacional de Róterdam y Bafici en 2008, entre otros. Ganó el premio “Asociazione La Rinascita” en el marco del Convengo Pasolini “Una disperata vitalitá”. Un lugar en el cine se estrenó en salas comerciales en mayo de 2008.

### Las olas
A finales de 2008 fundó la productora Olivo Films S.L. con la que ha producido, escrito y dirigido la película Las olas (2011). Las olas trata de Miguel, un octogenario que viaja desde Valencia hasta Argelès-sur-Mer, lugar donde fueron a parar miles de refugiados tras la guerra civil española. El personaje busca una reconciliación personal y también histórica.
El protagonista de la película es Carlos Álvarez-Nóvoa (premio Goya al mejor actor revelación por la película Solas,1999), y está acompañado por Laia Marull (ganadora de 3 premios Goya: mejor actriz revelación por Fugitivas, 2001, mejor actriz protagonista por Te doy mis ojos, 2004, y mejor actriz de reparto por Pa negre, 2011), y Armando Aguirre (muy conocido por su papel en la serie de TV El cor de la ciutat). Se estrenó en junio de 2011 en la Sección Oficial del 33º Festival Internacional de Cine de Moscú donde recibió tres premios:
- San Jorge de Oro"[9] a la Mejor Película
- San Jorge de Plata al Mejor Actor[10]
- Premio FIPRESCI de la Crítica Internacional.[2]

### Los chicos del puerto
La película, Los chicos del puerto, trata de un chaval de 13 años, Miguel, que hace el viaje que su abuelo no puede hacer, ya que está encerrado por su propia familia. La misión es muy sencilla, ir a un funeral y depositar una guerrera militar en la tumba de un viejo hombre, amigo de su abuelo. Miguel, acompañado por Lola y Guillermo, sale de esa isla dentro de Valencia que es el barrio de Nazaret. Deambula por la periferia de Valencia buscando un cementerio, y enfrentándose en definitiva a una ciudad desierta, al menos por un día. Rodada en agosto de 2012 en la ciudad de Valencia con tres niños como protagonistas: Omar Krim, Blanca Bautista y Mikel Sarasa. La película ha tenido su estreno norteamericano en Toronto International Film Festival (TIFF), y mundial en la Sección Oficial 35º Moscow International Film Festival 2013 (Clase A). Ha obtenido el Premio al Mejor Guion en Tirana International Film Festival, premio del público en Cinelatino de Tübingen, premio Turia a Nuevo Realizador, premio del cine de la Cartalera Levante de Valencia. Más tarde ha participado en festivales como el BFI London Film Festival, Mostra de Sao Paulo, Festival Europeo de Sevilla, Olympia Int’ Film Festival y Rabat Int’ Film Festival, entre otros. La película se estrenó en salas comerciales en noviembre de 2013.

### La madre
La Madre, nueva película del director Alberto Morais, tuvo su premier europea en Valladolid (Sección Oficial), dentro del marco de SEMINCI, CINE DE AUTOR, tras su estreno mundial en el Festival Internacional de cine de Montreal (Fiapf Clase A).  La película  está protagonizada por Javier Mendo, que  debuta en el cine con este papel protagonista, Laia Marull (ganadora de 3 Premios Goya por Fugitivas, Te doy mis ojos y Pa negre) y Nieve de Medina (Los lunes al sol, El bola, 2 francos 40 pesetas).
La película narra la historia de Miguel, un crío de 14 años  perseguido por los servicios sociales. Su madre, sin trabajo y con una vida personal inestable, es incapaz de ocuparse de él. Por eso le obliga a buscar refugio en casa de Bogdan, un rumano examante de ella que vive en una localidad cercana. Todo se precipita cuando la madre desaparece súbitamente.
La Madre es una coproducción hispano-rumana (Olivo Films, Fundatia Teatru Contemporan) con la colaboración de Alfama Films (Paulo Branco). Fue uno de los 15 proyectos seleccionados mundialmente en l'Atelier de la Cinéfondation del Festival de Cannes 2015 y cuenta con el apoyo del fondo Eurimages para el cine, Cinéma du Monde (Francia) y CNC (Rumanía), además de la ayuda a proyectos del ICAA (Ministerio de Cultura) y del IVAC (Valencia).

## Filmografía
Cortometrajes
- Umbrales. 2000, 15 min, Alberto Morais (director y productor). Un lugar en el cine S.L.
- A campo traviesa. 2003, 19 min, Alberto Morais (director y productor). Un lugar en el cine S.L.

Largometrajes
- 2007 - Un lugar en el cine, (documental, 107 min), Super 16 mm, dirección: Alberto Morais, producción: Alberto Morais, José Mª Lara y Pedro Pastor.
- 2011 - Las olas, (95 min, 35 mm), dirección: Alberto Morais, producción: Alberto Morais, Marta Figueras, José Luis Rubio y Verónica García
- 2013 - Los Chicos Del Puerto (78 min), dirección: Alberto Morais. Producción: Alberto Morais, Julia Juániz, Verónica García.
- 2016 - La madre , (formato 2,35), dirección y guion: Alberto Morais.Producción: Alberto Morais y Verónica García.

## Premios y distinciones
Festival Internacional de Cine de Moscú
| Año  | Categoría                         | Película | Resultado |
| ---- | --------------------------------- | -------- | --------- |
| 2011 | San Jorge de Oro a Mejor Película | Las olas | Ganador   |
| 2011 | Premio FIPRESCI                   | Las olas | Ganador   |

## Premios
- 2008: “Asociazione La Rinascita” Award at Convengo " Pasolini Una Disperata Vitalitá”
- 2011: Golden Saint George for Best Feature Film at Moscow International Film Festival (A) for Las  Olas
- 2011: FIPRESCI  Award Best Feature Film at Moscow International Film Festival (A) for Las  Olas
- 2011: Jury Award at Lume International Film Festival por Las  Olas
- 2013: Best Screenplay at Tirana International Film Festival por Los Chicos del puerto
- 2014: Turia Award at Turia awards por Los Chicos del puerto
- 2014: Jury Award at Tübingen Latino Film Festival for Los Chicos del puerto
- 2014: Cinema Award at Levante Revie Awards por Los Chicos del puerto
- 2017: Special Turia Award at Turia awards por La Madre